# 十字軍の王シーグル
『十字軍の王シーグル』（Sigurd Jorsalfar）作品22は、エドヴァルド・グリーグの劇音楽。ノルウェー十字軍を率いたノルウェー国王シーグル1世（1090年頃 – 1130年）を題材とした、ビョルンスティエルネ・ビョルンソンによる同名の戯曲のために作曲された。なお、『十字軍の戦士（兵士）シグール（シーグル）』、あるいは『シグール・ヨルサルファル』の訳題も用いられる。

## 作曲の経緯
1872年作曲。1892年組曲に編曲。1903年、シュトゥットガルト宮廷劇場での公演のために曲を追加。
初演
1872年4月10日、クリスチャニア（現オスロ）の王立劇場でヨハン・ヘンヌム指揮による。

## 編成
フルート3、オーボエ2、クラリネット2、ファゴット2、ホルン4、トランペット3、トロンボーン3、チューバ、ティンパニ、大太鼓、小太鼓、シンバル、トライアングル、ハープ、弦五部
「北国の民」「王の歌」では男声（テノールまたはバリトン）独唱と男声合唱が加わる。なお、元来はこの2曲のみが作品22として、後述の組曲（作品56）と別に出版された。

## 構成
1903年に3曲およびホルンのファンファーレと第2幕でのラッパのシグナルが追加されている。
番号外
- ホルンによるファンファーレ

第1幕
- 1.第1幕への前奏曲
- 2.ボルグヒルの夢（間奏曲）
組曲の第2曲に使用。

第2幕
- 3.力比べ（王の広間にて、第2幕への前奏曲）
中間部はヴァイオリンとピアノのためのガヴォットからの転用。組曲の第1曲。
- 4.北国の民

第3幕
- 5.忠誠行進曲（第3幕への前奏曲）
組曲の第3曲に使用。
- 6.間奏I
- 7.間奏II
- 8.王の歌

## 組曲 作品56
- 第1曲 力比べ（王の広間にて）
- 第2曲 ボルグヒルの夢（間奏曲）
- 第3曲 忠誠行進曲